# دنيلسون مارتينز ناسيمنتو
دنيلسون مارتينز ناسيمينتو، لاعب كرة قدم برازيلي من مواليد 4 سبتمبر 1976 في البرازيل، وهو مهاجم برازيلي يلعب حالياً لنادي جواراني (بالبرتغالية: Guarani‏) البرازيلي.
ملحوظة : هو غير لاعب الوسط البرازيلي "دينلسون"

## مسيرته الكروية
لعب دنيلسون ناسيمينتو في وقت سابق لفيينورد الهولندي، وباريس سان جيرمان الفرنسي عام 1998 ولعب أيضاً لـنادي الشباب عام 2004 ونادي دبي الإماراتي عام 2005، وأيضاً لـنادي النصر الإماراتي، وكذلك على الجانب المكسيكي نادي أطلس.
وفي مارس 2006، وقع معه النادي الكوري دايجون سيتيزن عقداً لمدة ثلاث شهور كبديل مؤقت لإصابة أحد لاعبيه الاجانب. وبعد ثلاثة أشهر عاد دنيلسون إلى البرازيل، لكنه عاد بعد فترة وجيزة لدايجون ووقع على عقد لمدة عام ونصف العام. بعد أن استقر في دايجون، وسجل 9 أهداف وصنع 3 تمريرات خلال الفترة المتبقية من موسم 2006، أصبح مشهوراً في كوريا بفضل الاحتفال بهدفه الفريد من نوعه المسمى 'Debbagi'، وتقليده الشهير للممثل الكوميدي الكوري يونج جونج تشول في حركة'Mabbak - I' ، وهي ضرب العصا على جبهة المرء باستمرار حتى ينتهي تماما.
انتقل بعدها إلى نادي بوهانج ستيلرز الكوري الجنوبي.
في انتقالات يناير 2010 وبالتحديد في 29 ديسمبر 2009، انتقل إلى نادي بونيودكور الأوزبكي.
ثم عاد دنيلسون إلى الدوري البرازيلي، بعد أن أكمل تجربة الاحتراف لمدة خمسة عشر عاماً.
ففي 24 نوفمبر 2010، أعلن أنه سينضم إلى جانب النادي البرازيلي موجي ميريم مع النجم ريفالدو، وزميله السابق ورئيس النادي. وبعد خمسة أشهر، انتقل إلى نادي جواراني من موجي ميريم في 13 مايو 2011، وهو النادي الحالي الذي يلعب له.

## انجازاته

### مع الأندية
باريس سان جيرمان
- أحرز لقب كأس فرنسا (1) عام 1998
- أحرز لقب كأس الدوري الفرنسي (1) عام 1998

بوهانج ستيلرز
- أحرز كأس الاتحاد الكوري (1) 2008
- أحرز كأس الدوري الكوري (1) 2009
- أحرز دوري أبطال آسيا (1) 2009

### ألقاب شخصية
يعتبر دنيلسون هو الهداف الأول في كل بطولات كأس العالم للأندية وذلك عندما أحرز لقب الهداف في بطولة كأس العالم للأندية في نسختها السادسة عام 2009 برصيد 4 أهداف مع نادي بوهانج ستيلرز الكوري الجنوبي.

## وصلات خارجية
- دنيلسون مارتينز ناسيمنتو على موقع الاتحاد الدولي (مؤرشف)  (الإنجليزية)
- دنيلسون مارتينز ناسيمنتو على موقع دوري كوريا الجنوبية (الإنجليزية)
- دنيلسون مارتينز ناسيمنتو على موقع قاعدة بيانات كرة القدم.إي يو (الإنجليزية)
- دنيلسون مارتينز ناسيمنتو على موقع Soccerway.com (الإنجليزية)
- سجل لاعبي الدوري الكوري (هانغل: )
- دينلسون صفحة دينلسون على موقع. كورة